# Gridcoin
Gridcoin (símbolo: GRC) es una criptomoneda de igual a igual y, por lo tanto, funciona como una forma de dinero electrónico de forma similar a Bitcoin. Está basada en un protocolo de red de código abierto que utiliza la tecnología blockchain.
Gridcoin busca distinguirse de Bitcoin adoptando enfoques "amigables con el medio ambiente" para distribuir nuevas monedas y asegurar la red. En particular, Gridcoin implementa el nuevo esquema de prueba de investigación (POR, por sus siglas en inglés), que recompensa a los usuarios con Gridcoin por realizar cómputos científicos útiles en Berkeley Open Infrastructure for Network Computing (BOINC), una conocida plataforma informática distribuida. La computación en estos proyectos científicos reemplaza los cálculos criptográficos involucrados en la minería Bitcoin. Además, mientras que Bitcoin protege su red a través de un esquema de prueba de trabajo intensivo en energía, Gridcoin usa un sistema de prueba de participación más eficiente en el consumo de energía.
La prueba de participación o prueba de participación (POS) permite validar ciertos bloques al demostrar la posesión de una cierta cantidad de moneda. Gridcoin utiliza una prueba de participación inspirada en la moneda Blackcoin.